# Peter Movrin
Peter Movrin, slovenski modni oblikovalec
Prihaja iz Kočevja. Oblikuje pod svojo blagovno znamko, v katero vnaša inspiracijo iz otroštva, ko je kot sin mesarja ob delu prebiral modne revije in članke.
V letu 2014 in 2017 dobitnik Elle Style Awards za modnega oblikovalca leta. V preteklosti je sodeloval s pevko Lady Gaga, Beyoncé in Björk . Surovost in drznost velikokrat odraža tudi na oblačilih in svojih kolekcijah. Delal je tudi za modno hišo Alexander McQueen.
Živi v Londonu.